# Mpofana
Mpofana es un municipio local sudafricano situado en el distrito de Umgungundlovu, en la provincia de KwaZulu-Natal.

## Superficie
Mpofana tiene una superficie de 1755 km².

## Demografía
En 2022, tenía 33 382 habitantes, una densidad poblacional de 19,02 hab./km², y 8437 viviendas.